# José César de Oliveira Costa
José César de Oliveira Costa, mais conhecido simplesmente por César Costa (Taubaté, 8 de março de 1891 — São Paulo, 6 de maio de 1951) foi um político brasileiro. Exerceu o mandato de deputado federal constituinte por São Paulo em 1946.